# Giải thưởng Hòa bình Quốc tế Lenin

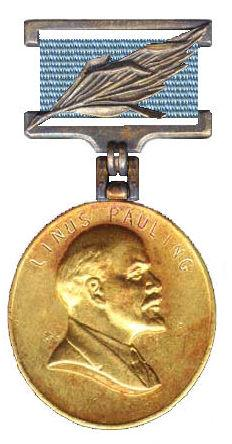
Huy chương Giải thưởng Hòa bình Lenin (mặt trước)

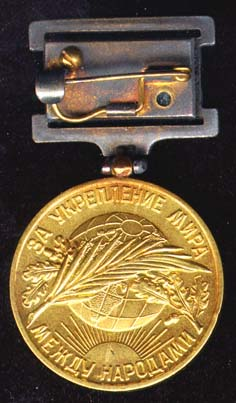
Huy chương Giải thưởng Hòa bình Lenin (mặt sau)

Giải thưởng Quốc tế Lenin hay Giải thưởng Quốc tế Lenin vì sự củng cố hòa bình giữa các dân tộc (tiếng Nga:Международная Ленинская премия мира hay Международная Ленинская премия «За укрепление мира между народами»), thường gọi Giải thưởng Hòa bình Lenin, là một giải thưởng của Liên bang Xô Viết tương tự Giải Nobel Hòa bình. Giải thưởng này được trao tặng bởi một hội đồng quốc gia do chính phủ Liên Xô cử ra để xác định những nhân vật nổi tiếng mà theo họ là "đã củng cố sự hòa bình giữa các dân tộc".

## Lịch sử
Tên gốc của giải này là Giải thưởng Quốc tế Stalin vì sự củng cố hòa bình giữa các dân tộc, bắt đầu vào 21 tháng 12 năm 1949, bởi sắc lệnh (ukaz) của Đoàn Chủ tịch Xô viết Tối cao nhân dịp kỉ niệm sinh nhật thứ 70 của Joseph Stalin (trên thực tế là lúc này đã 71 tuổi). Không giống như giải Nobel, Giải thưởng Hòa bình Stalin thường được trao tặng cho một số cá nhân trong một năm thay vì chỉ một cá nhân hay tổ chức. Những người được trao tặng đa phần là những người cộng sản và ủng hộ Liên Xô. Năm 1956, sau diễn văn của Nikita Sergeyevich Khrushchyov đọc tại Đại hội Đảng Cộng sản Liên Xô lần thứ 20, vào ngày 6 tháng 9, giải thưởng Quốc tế Stalin đã đổi tên thành Giải thưởng Quốc tế Lenin vì sự củng cố hòa bình giữa các dân tộc. Những người đã nhận giải này trước đó được yêu cầu trả lại chứng nhận Giải thưởng Hòa bình Stalin của họ để thay thế bằng Giải thưởng Hoà bình Lenin. Ngày 11 tháng 12 năm 1989, theo quyết định của Đoàn Chủ tịch Xô viết Tối cao, giải thưởng này lại đổi tên lần nữa thành Giải thưởng Hòa bình Quốc tế Lenin (tiếng Nga: международная Ленинская премия мира). Hai năm sau, năm 1991, sau khi Liên Xô tan rã, chính phủ Nga hủy bỏ chương trình phát giải thưởng này.
Giải thưởng Hòa bình Quốc tế Lenin (hay Giải thưởng Quốc tế Lenin) khác với Giải thưởng Hòa bình Quốc tế được trao bởi Hội đồng Hòa bình Thế giới, và cũng khác Giải thưởng Stalin hay Giải thưởng Lenin là những giải thưởng được trao tặng cho các nhà khoa học, nhà toán học, nhà văn, nghệ sĩ và kiến trúc sư.

## Danh sách những người được trao tặng

### 1950 - 1955
- Frédéric Joliot-Curie (1950)[2]
- Tống Khánh Linh (1950)[2]
- Hewlett Johnson (1950)[2]
- Eugénie Cotton (1950)[2]
- Arthur Moulton (1950)[2]
- Pak Chong Ae (1950)[2]
- Heriberto Jara Corona (1950)[2]
- Quách Mạt Nhược (1951)[3]
- Monica Felton (1951)[4]
- Oyama Ikuo (1951)[4]
- Pietro Nenni (1951)[4]
- Anna Seghers (1951)[4]
- Jorge Amado (1951)[4]
- Johannes Becher (1952)[4]
- Eliza Branco (1952)[4]
- Ilya Ehrenburg (1952)[4]
- Rev. James Gareth Endicott (1952)[4]
- Yves Farge (1952)[4]
- Saifuddin Kitchlew (1952)[4]
- Paul Robeson (1952)[4]
- Andrea Andreen (1953)[4]
- John Desmond Bernal (1953)[3]
- Isabelle Blume (1953)[4]
- Howard Fast (1953)[4]
- Andrew Gaggiero (1953)[4]
- Leon Kruczkowski (1953)[4]
- Pablo Neruda (1953)[4]
- Nina Vasilevna Popova (1953)[4]
- Sir Sahib-singh Sokhey (1953)[4]
- Pierre Cot (1953)
- Alain Le Léap (1954)
- Baldomero Sanincano (1954)
- Prijono (1954)
- Bertolt Brecht (1954)[5]
- André Bonnard (1954)[5]
- Thakin Kodaw Hmaing (1954)[5]
- Felix Iversen (1954)[5]
- Nicolás Guillén (1954)[6]
- Denis Nowell Pritt (1954)[7]
- Lázaro Cárdenas (1955)[8]
- Mohammed Al-Ashmar (1955)[8]
- Karl Joseph Wirth (1955)[8]
- Tôn Đức Thắng (1955)[8]
- Akiko Seki (1955)[8]
- Ragnar Forbeck (1955)[8]

### 1957-1960 (Giải thưởng Quốc tế Lenin vì sự củng cố hòa bình giữa các dân tộc)
- Louis Aragon (1957)[7]
- Emmanuel d'Astier (1957)[7]
- Heinrich Brandweiner (b. 1910) (1957)[7]
- Danilo Dolci (b. 1924) (1957)[7]
- Maria Rosa Oliver (b. 1898) (1957)[7]
- Chandrasekhara Venkata Raman (1957)[7]
- Udakandawala Saranankara Thero (b. 1902) (1957)[7]
- Nikolay Semenovich Tikhonov (1957)[7]
- Josef Lukl Hromádka (1958)[3]
- Artur Lundkvist (1958)[3]
- Louis Saillant (1958)[3]
- Kaoru Yasui (1958)[3]
- Arnold Zweig (1958)[3]
- Otto Buchwitz (1959)[9]
- W.E.B. DuBois (1959)[9]
- Nikita Khrushchev (1959)[9]
- Ivor Montagu (1959)[9]
- Kostas Varnalis (1959)[9]

### Thập niên 1960
- Laurent Casanova (1960)[10]
- Cyrus Eaton (1960)[10]
- Sukarno (1960)[10]
- Fidel Castro (1961)[11]
- Ostap Dlussky (b. 1892 in Buczacz) (1961)[11]
- William Morrow (b. 1888) (1961)[11]
- Rameshvari Neru (b. 1886) (1961)[11]
- Mihail Sadoveanu (1961)[11]
- Antoine Tabet (1961)[11]
- Ahmed Sékou Touré (1961)[11]
- Konstantin Simun (1962)[11]
- István Dobi (1962)[12]
- Olga Poblete de Espinosa (1962)[12]
- Faiz Ahmed Faiz (1962)[12]
- Kwame Nkrumah (1962)[12]
- Pablo Picasso (1962)[12]
- Georgi Traikov (1962)[13]
- Manolis Glezos (1962)[14]
- Modibo Keita (1963)[15]
- Oscar Niemeyer (1963)[14]
- Dolores Ibárruri (1964)[6]
- Rafael Alberti (1964)[16]
- Aruna Asaf Ali (1964) [16]
- Kaoru Ota (1964) [16]
- Miguel Ángel Asturias (1965)[17]
- Mirjam Vire-Tuominen (1965) [17]
- Peter Ayodele Curtis Joseph (1965) [17]
- Giacomo Manzù (1965) [17]
- Jamtsarangiyn Sambuu (1965) [17]
- Herbert Warnke (1966)[18]
- Rockwell Kent (1966) [18]
- Ivan Málek (1966) [18]
- Martin Niemöller (1966) [18]
- David Alfaro Siqueiros (1966) [18]
- Bram Fischer (1966) [18]
- Joris Ivens (1967)[19]
- Nguyễn Thị Định (1967) [19]
- Jorge Zalamea (1967) [19]
- Romes Chandra (1967) [19]
- Endre Sík (1967) [19]
- Jean Effel (1967) [19]
- Akira Iwai (b. 1922) (1968-69)[5]
- Jarosław Iwaszkiewicz (1968-69)[5]
- Khaled Mohieddin (1968-69)[5]
- Linus Pauling (1968-69)[5]
- Shafie Ahmed el Sheikh (b. 1924 - d. 1971) (1968-69)[5]
- Bertil Svahnstrom (b. 1907 - d. 1972) (1968-69)[5]
- Ludvík Svoboda (1968-69)[5]

### Thập niên 1970
- Eric Henry Stoneley Burhop (1970-71)[20]
- Ernst Busch (1970-71)[20]
- Tsola Dragoycheva (1970-71)[20]
- Renato Guttuso (1970-71)[20]
- Kamal Jumblatt (1970-71)[20]
- Alfredo Varela (1970-71)[20]
- James Aldridge (1972)[21]
- Salvador Allende (1972)[21]
- Leonid Brezhnev (1972)[21]
- Enrique Pastorino (1972)[21]
- Luis Corvalán (1973-74)[22]
- Raymond Goor (1973-74)[22]
- Jeanne Martin-Cissé (1973-74)[22]
- Hortensia Bussi de Allende (1975-76)[23]
- János Kádár (1975-76)[23]
- Seán MacBride (1975-76)[23]
- Samora Machel (1975-76)[23]
- Agostinho Neto (1975-76)[23]
- Yannis Ritsos (1975-76)[23]
- Kurt Bachmann (1977-78)[24]
- Freda Yetta Brown (1977-78)[24]
- Angela Davis (1977-78)[24]
- Vilma Espín Guillois (1977-78)[24]
- Kumara Padma Sivasankara Menon (1977-78)[24]
- Halina Skibniewska (1977-78)[24]
- Hervé Bazin (1979)[25]
- Lê Duẩn (1979)[25]
- Urho Kekkonen (1979)[25]
- Abd al-Rahman al-Sharqawi (1979)[25]
- Miguel Otero Silva (1979)[25]

### Thập niên 1980
- Mahmoud Darwish (1980-82)[26]
- John Morgan (1980-82)[26]
- Líber Seregni (1980-82)[26]
- Mikis Theodorakis (1980-82)[26]
- Indira Gandhi (1983-84) [27]
- Jean-Marie Léger (1983-84)[27]
- Eva Palmer (1983-84)[27]
- Nguyễn Hữu Thọ (1983-84)[27]
- Luis Vidales (1983-84)[27]
- Joseph Weber (1983-84)[27]
- Charilaos Florakis (1983-84)
- Miguel d'Escoto (1985-86)[28]
- Dorothy Hodgkin (1985-86)[28]
- Herbert Mies (1985-86)[28]
- Julius Nyerere (1985-86)[28]
- Petr Tanchev (1985-86)[28]
- Evan Litwack (1986-87)
- Abdul Sattar Edhi (1988)

### 1990
- Nelson Mandela1 (1990)[29]

1. Mandela được trao tặng Giải thưởng Hòa bình Quốc tế Lenin năm 1990, nhưng do bị kết án và giam giữ ở Nam Phi nên không thể đến nhận giải thưởng này cho đến tận năm 2002.